# The Women (2008)
The Women (bra: Mulheres - O Sexo Forte; prt: Mulheres!) é um filme americano de comédia dramática de 2008, escrito, produzido e dirigido por Diane English. Trata-se de um remake do filme homônimo de 1939, de George Cukor, baseado por sua vez numa peça teatral escrita em 1936 por Clare Boothe Luce.
No filme original, a maioria dos personagens eram socialite de Manhattan, cujo principal interesse era fofocas. Na versão de 2008, várias trabalham nas áreas de design de moda e editorial, e a personagem de Alex Fisher é abertamente uma lésbica.
Uma característica do filme, semelhante com a versão de 1939, é que o filme não mostra um único ator masculino, com a exceção do bebé no final do filme.

## Sinopse
Mary Haines (Meg Ryan), uma estilista que parece ter tudo - uma bela casa de campo, um rico marido, uma adorável filha de 11 anos e uma carreira criando desenhos para a venerável companhia de roupas de seu pai. Sua melhor amiga, Sylvie Fowler (Annette Bening), tem outra vida invejável - uma editora feliz e solteira de uma proeminente revista de moda, possuidora de um enorme closet com roupas de griffe e uma venerada opinião sobre o gosto e o estilo da vanguarda novaiorquina. Mas quando o marido e de Mary tem um caso com a quente e bela Crystal Allen (Eva Mendes), o seu mundo desmorona. A relação entre Mary e Sylvie é testada ao máximo enquanto seu restrito círculo de amizade, incluindo Edie Cohen (Debra Messing) e a autora Alex Fisher (Jada Pinkett Smith), começa a questionar sua própria amizade e seu relacionamento.

## Elenco
- Meg Ryan como Mary Haines
- Annette Bening como Sylvie Fowler
- Eva Mendes como Crystal Allen
- Debra Messing como Edie Cohen
- Jada Pinkett Smith como Alex Fisher
- Candice Bergen como Catherine Frazier
- Cloris Leachman como Maggie
- Tilly Scott Pedersen como Uta
- Bette Midler como Leah Miller
- Carrie Fisher como Bailey Smith
- Debi Mazar como Tanya
- Ana Gasteyer como Pat
- Jill Flint como Annie
- Lynn Whitfield como Glenda Hill
- Joanna Gleason como Barbara Delacorte
- Keegan Connor Tracy como Dolly Dupuyster
- Natasha Alam como Natasha
- India Ennenga como Molly Haines
- Susie Bubble como Mindy
- Christy Scott Cashman como Jean

## Recepção
O Metacritic, que usa uma média ponderada, atribuiu ao filme uma pontuação de 27 em 100, baseado em 32 críticos, indicando críticas "geralmente desfavoráveis".